# 胡守仁 (1926年)
胡守仁（1926年9月—）浙江人，中国计算机科学家、国防科技大学教授。2021年获中国计算机学会终身成就奖。